# 1825
1825 (MDCCCXXV) a fost un an obișnuit al calendarului gregorian, care a început într-o zi de sâmbătă.

## Evenimente

### Septembrie
- 27 septembrie: Este inaugurat prima cale ferată din lume, în Anglia.

### Decembrie
- 1 decembrie: Alexandru I al Rusiei moare și este succedat de fratele său mai mic Nicolae I al Rusiei.

### Nedatate
- John Stevens construiește prima locomotivă cu aburi comercială americană (Tom Thumb, Tom Degețel).

## Arte, științe, literatură și filosofie
- Este descoperit aluminiul de către chimistul danez Hans Christian Oersted.
- Este publicat Lexiconul de la Buda, primul dicționar cvadrilingv al limbii române.

## Nașteri
- 20 mai: George Phillips Bond, astronom american (d. 1865)
- 15 octombrie: Maria a Prusiei, soția regelui Maximilian al II-lea al Bavariei (d. 1889)
- 6 noiembrie: Charles Garnier, arhitect francez (d. 1898)
- 29 noiembrie: Jean-Martin Charcot, neurolog francez si profesor de anatomie patologică (d. 1893)
- 2 decembrie: Pedro al II-lea al Braziliei (d. 1891)

## Decese
- 4 aprilie: Karl Ludwig, Prinț de Hohenlohe-Langenburg, 62 ani (n. 1762)
- 7 mai: Antonio Salieri, 74 ani, compozitor italian (n. 1750)
- 13 octombrie: Maximilian I al Bavariei (n. Maximilian I. Maria Michael Johann Baptist Franz de Paula Joseph Kaspar Ignatius Nepomuk von Bayern), 69 ani (n. 1756)
- 1 decembrie: Alexandru I al Rusiei (n. Alexandr Pavlovici Romanov), 47 ani (n. 1777)
- 29 decembrie: Jacques-Louis David, 77 ani, pictor francez (n. 1748)